# Protestantse kerk (Oudenbosch)
De Hervormde kerk is een kerkgebouw in Oudenbosch in de gemeente Halderberge in de Nederlandse provincie Noord-Brabant. De kerk staat aan de Fenkelstraat 24 op ongeveer 130 meter ten westen van de Basiliek van de H.H. Agatha en Barbara.
Het kerkgebouw is een gemeentelijk monument.

## Geschiedenis
In 1799 ging de oude kerk van Oudenbosch van de hervormden over naar de katholieken, die deze met de reformatie waren kwijtgeraakt. De hervormden zaten toen zonder kerk en vanaf 1804 kerkten ze tijdelijk in de voormalige pastorie van de katholieke kerk. Door Lodewijk Napoleon werd er een geldbedrag toegezegd om een kerkgebouw te bouwen.
Op 17 oktober 1819 werd het nieuwe kerkgebouw in gebruik genomen, een Napoleonskerkje.
In 1972 en 1999 werd het kerkgebouw gerestaureerd.

## Opbouw
Het bakstenen kerkgebouw is een zaalkerkje van drie traveeën onder een zadeldak, een classicistische entree op het westen en een achtzijdige dakruiter boven de topgevel. Het gebouw is voorzien van rondboogvensters en de zijgevels hebben steunberen.